# Campeonato Descentralizado 1976
El Campeonato Descentralizado de fútbol del Perú jugado el año 1976 tuvo 16 equipos participantes. El formato era enfrentamientos de ida y vuelta de todos contra todos. Los dos primeros iban clasificados a la Copa Libertadores de 1977. Mientras el último de la tabla general perdía la categoría.
Unión Huaral se coronó campeón por primera vez en su historia.

## Desarrollo
En su tercer año en Primera División los Pelícanos lograron su primer título nacional convirtiéndose así en el único equipo provinciano que ha ganado dos veces el título nacional (1976 y 1990). El cuadro naranjero jugaba al ritmo de Pedrito Ruiz en la volante quien era secundado por Hipólito Estrada encargado de la marca y salida y del ordenado Espinoza. Huaral basaba su propuesta en el juego colectivo y brindaba espectáculo a las tribunas.
En la final única Definieron el título con Sport Boys venciendo por 2-0 con goles de Miguel Gutiérrez y Walter Escobar.

## Ascensos y descensos
| Posición | Ascendidos                          |
| -------- | ----------------------------------- |
| -        | Sin equipos ascendidos (Ley #22555) |

| Posición | Descendidos del Descentralizado 1975      |
| -------- | ----------------------------------------- |
| 15º      | Unión Tumán (Peor equipo departamental)   |
| 18º      | Atlético Grau (Último puesto en la tabla) |

## Tabla de posiciones
| Pos. | Equipos          | PJ | PG | PE | PP | GF | GC | Dif. | Pts. |
| ---- | ---------------- | -- | -- | -- | -- | -- | -- | ---- | ---- |
| 1    | Unión Huaral     | 30 | 15 | 9  | 6  | 44 | 25 | +19  | 39   |
| 2    | Sport Boys       | 30 | 13 | 13 | 4  | 47 | 32 | +15  | 39   |
| 3    | Juan Aurich      | 30 | 13 | 12 | 5  | 41 | 29 | +12  | 38   |
| 4    | Universitario    | 30 | 13 | 10 | 7  | 41 | 33 | +8   | 36   |
| 5    | Alianza Lima     | 30 | 11 | 12 | 7  | 51 | 32 | +19  | 34   |
| 6    | León de Huánuco  | 30 | 11 | 11 | 8  | 37 | 29 | +8   | 33   |
| 7    | Sporting Cristal | 30 | 9  | 12 | 9  | 28 | 26 | +2   | 30   |
| 8    | Deportivo Junín  | 30 | 10 | 9  | 11 | 39 | 38 | +1   | 29   |
| 9    | CNI              | 30 | 10 | 9  | 11 | 30 | 34 | -4   | 29   |
| 10   | FBC Melgar       | 30 | 10 | 9  | 11 | 45 | 52 | -7   | 29   |
| 11   | Alfonso Ugarte   | 30 | 10 | 6  | 14 | 46 | 43 | +3   | 26   |
| 12   | Cienciano        | 30 | 7  | 12 | 11 | 36 | 37 | -1   | 26   |
| 13   | Atlético Chalaco | 30 | 7  | 12 | 11 | 38 | 52 | -14  | 26   |
| 14   | Defensor Lima    | 30 | 8  | 10 | 12 | 39 | 57 | -18  | 26   |
| 15   | Dep. Municipal   | 30 | 5  | 13 | 12 | 34 | 46 | -12  | 23   |
| 16   | Carlos Mannucci  | 30 | 7  | 3  | 20 | 34 | 65 | -31  | 17   |

|  | Definición y clasificado a la Copa Libertadores 1977 |
|  | Descendido a la Copa Perú 1977                       |

## Final nacional
| 5 de enero de 1977 | Sport Boys | 0:2 (0:1) | Unión Huaral                | Estadio Nacional, Lima          |                                 |
|                    |            |           | Gutiérrez 68' · Escobar 80' | Asistencia: 43,672 espectadores | Asistencia: 43,672 espectadores |

|                        |
| Campeón                |
| Unión Huaral 1º título |

## Goleadores
| Jugador | Jugador           | Goles | Equipo              |
| ------- | ----------------- | ----- | ------------------- |
| Peruano | Alejandro Luces   | 17    | Unión Huaral        |
| Peruano | Vicente Sánchez   | 16    | León de Huánuco     |
| Peruano | Guillermo La Rosa | 15    | Sport Boys          |
| Peruano | José Velásquez    | 14    | Alianza Lima        |
| Peruano | Carlos Chirinos   | 14    | CNI de Iquitos      |
| Peruano | Pablo Muchotrígo  | 13    | Atlético Chalaco    |
| Peruano | Freddy Ravello    | 12    | Alianza Lima        |
| Peruano | José Leyva        | 12    | Alfonso Ugarte      |
| Peruano | Jorge Ramírez     | 12    | Deportivo Municipal |
| Peruano | Augusto Palacios  | 11    | Juan Aurich         |
| Peruano | Walter Escobar    | 10    | Unión Huaral        |
| Peruano | Henry Perales     | 10    | CNI de Iquitos      |
| Peruano | Marcos Portilla   | 10    | Deportivo Junín     |
| Peruano | Juan Orbegozo     | 10    | Juan Aurich         |